# Royston Saint Noble Bywater
Royston Saint Noble Bywater (Barcelona, 3 de juny de 1886 - Vilanova del Vallès, 1 de febrer de 1971) fou un futbolista català, d'ascendència anglesa, dirigent de golf i fundador de Ràdio Barcelona.

## Trajectòria
Va jugar al Team Anglès Infantil, club que posteriorment es convertí en el Red Star Club, on també hi jugà. Després jugà al FC Irish i al segon equip del FC Barcelona, disputant un amistós amb el primer equip.
Fou pioner del golf a Catalunya i impulsor del Club de Golf Sant Cugat, el qual presidí els anys 1930-34, 1950-56 i 1958.
També fou fundador de Ràdio Barcelona i fou propietari de la primera fàbrica de ràdios de Catalunya.
Era germà de George Noble, també futbolista, i cosí germà de Clara Noble, esposa del poeta Joan Maragall.